# Bamo Meïté
Pour les articles homonymes, voir Meité.
Bamo Meïté, né le 3 décembre 2001 à Kani en Côte d'Ivoire, est un footballeur ivoirien qui évolue au poste de défenseur central à l'Olympique de Marseille. Il possède également la nationalité française.

## Biographie

### Carrière en club

#### Débuts
Né à Kani en Côte d'Ivoire, Bamo Meïté arrive en France à l'âge de sept ans, en région parisienne. Il joue dans les championnats régionaux de jeunes pour le FC Bry, Le Perreux, où il côtoie Rayan Aït-Nouri, puis pour Vincennes, l'US Créteil-Lusitanos et le FC Montfermeil en U18 puis avec l'équipe séniors en R2.

#### Stade lavallois (2019-2021)
En octobre 2019 il rejoint le Stade lavallois, après un essai concluant de trois semaines. Initialement recruté dans l'optique de renforcer l'équipe de U19 nationaux, il impressionne par sa densité physique et sa maturité et s'impose rapidement au niveau senior avec l'équipe réserve en N3, où son entraîneur le fait descendre d'un poste de milieu à un rôle de défenseur central.
Meïté joue son premier match en équipe première le 1er septembre 2020 face au Stade briochin, en National. Il entre en jeu et son équipe s'impose par deux buts à zéro. Il connaît ses premières titularisations lors de la deuxième partie de saison, comme défenseur central dans une défense à cinq.

#### FC Lorient (2021-2023)
Bamo Meïté rejoint le FC Lorient lors de l'été 2021, intégrant l'équipe réserve du club. Il se fait remarquer durant la saison 2021-2022, contribuant à la deuxième place de l'équipe en National 2. Il s'entraîne régulièrement avec l'équipe première et l'entraîneur Christophe Pélissier le convoque plusieurs fois dans le groupe professionnel, où il fait cinq apparitions sur le banc des remplaçants lors de la saison 2021-2022, sans entrer en jeu.
Le 1er juin 2022, Meïté signe son premier contrat professionnel avec le FC Lorient, d'une durée de trois ans.
C'est finalement Régis Le Bris qui lui donne sa chance en équipe première, le titularisant le 8 janvier 2023, lors d'une rencontre de  coupe de France contre l'AS Châtaigneraie. Lorient s'impose ce jour-là par six buts à zéro,. Il joue son premier match en Ligue 1, contre l'AS Monaco le 11 janvier 2023. Il est titularisé et les deux équipes se neutralisent (2-2 score final).

#### Olympique de Marseille (2023-)
Au mercato estival de 2023, il est prêté avec option d'achat à l'Olympique de Marseille.
Le 20 mai 2024, en revenant de la rencontre avec Le Havre, Faris Moumbagna et Jean Onana, accompagné de Bamo Meïté, se sont perdus à cause de leur GPS. Ils sont tombés dans une impasse sur des dealers, qui croyant à un règlement de comptes ont ouvert le feu sur leur voiture, laissant des impacts de balle sur la carrosserie.
En octobre 2024, Bamo Meité continue d'attirer l'attention sur le marché des transferts. L'international ivoirien U23, qui n'a joué que 24 minutes en trois apparitions cette saison, n'est pas opposé à l'idée de quitter son club. Montpellier a déjà manifesté son intérêt pour lui. Cependant, cette destination semble peu probable pour un joueur en quête d'un défi plus ambitieux.

#### Montpellier HSC (2025-)
Le 3 février 2025, Bamo Meïté en manque de temps de jeu à l’OM, est prêté jusqu’à la fin de la saison au Montpellier HSC.

### Vie privée
Il est le petit neveu de l'ancien olympien Abdoulaye Meïté.

## Statistiques
| Saison                | Club                          | Championnat           | Championnat | Championnat | Championnat | Coupe(s) nationale(s) | Coupe(s) nationale(s) | Coupe(s) nationale(s) | Compétition(s) continentale(s) | Compétition(s) continentale(s) | Compétition(s) continentale(s) | Compétition(s) continentale(s) | Total | Total | Total |
| Saison                | Club                          | Division              | M.          | B.          | P.d.        | M.                    | B.                    | P.d.                  | Comp.                          | M.                             | B.                             | P.d.                           | M.    | B.    | P.d.  |
| 2020-2021             | Stade lavallois               | National              | 10          | 0           | 0           | 2                     | 0                     | 0                     | -                              | -                              | -                              | -                              | 12    | 0     | 0     |
| 2021-2022             | FC Lorient                    | Ligue 1               | -           | -           | -           | -                     | -                     | -                     | -                              | -                              | -                              | -                              | 0     | 0     | 0     |
| 2022-2023             | FC Lorient                    | Ligue 1               | 17          | 1           | 0           | 3                     | 0                     | 0                     | -                              | -                              | -                              | -                              | 20    | 1     | 0     |
| 2023-2024             | FC Lorient                    | Ligue 1               | 2           | 0           | 0           | -                     | -                     | -                     | -                              | -                              | -                              | -                              | 2     | 0     | 0     |
| Sous-total            | Sous-total                    | Sous-total            | 19          | 1           | 0           | 3                     | 0                     | 0                     | -                              | 0                              | 0                              | 0                              | 22    | 1     | 0     |
| 2023-2024             | Olympique de Marseille (prêt) | Ligue 1               | 16          | 0           | 0           | 2                     | 0                     | 0                     | C1+C3                          | 0+7                            | 0+0                            | 0+0                            | 25    | 0     | 0     |
| 2024-2025             | Olympique de Marseille        | Ligue 1               | 3           | 0           | 0           | -                     | -                     | -                     | -                              | -                              | -                              | -                              | 3     | 0     | 0     |
| Sous-total            | Sous-total                    | Sous-total            | 19          | 0           | 0           | 2                     | 0                     | 0                     | -                              | 7                              | 0                              | 0                              | 28    | 0     | 0     |
| 2024-2025             | Montpellier HSC (prêt)        | Ligue 1               | 7           | 0           | 0           | -                     | -                     | -                     | -                              | -                              | -                              | -                              | 7     | 0     | 0     |
| Total sur la carrière | Total sur la carrière         | Total sur la carrière | 55          | 1           | 0           | 7                     | 0                     | 0                     | -                              | 7                              | 0                              | 0                              | 69    | 1     | 0     |